# Asesino en serio
Asesino en serio és una pel·lícula hispano-mexicana de 2002 dirigida per Antonio Urrutia amb un guió basat en el llibre homònim de Javier Valdés Abascal.

## Sinopsi
Un nou assassí està actuant amb un modus operandi molt particular. Algunes joves prostitutes apareixen mortes a Mèxic, D. F. amb un estrany somriure en la cara, i el dictamen del forense és molt clar: la causa de la mort és el mega orgasme. De la recerca s'encarrega el comandant Martínez, un excel·lent i meticulós professional que haurà d'aprendre-ho tot sobre els secrets antropològics de l'orgasme i combinar-los amb la més avançada medicina forense i la seva pròpia sexualitat. Martínez, que està enamorat d'una jove, maquíssima i perillosa prostituta, rebrà l'ajuda del misteriós pare Gorkisolo. Una àrdua tasca de recerca en la qual el comandant s'ha d'enfrontar a diverses pistes falses i conflictes burocràtics donarà pas a una bolcada en la seva vida professional i privada. Perquè ara el que importa és la cerca del plaer.

## Repartiment
- Jesús Ochoa: Martinez
- Santiago Segura: Gorkisolo
- Ivonne Montero: Yolanda
- Gabriela Roel: Gilda
- Daniel Giménez Cacho: Onofre
- Rafael Inclán: Vivanco
- Diego Jáuregui : Sampedro
- Eduardo España : Bonito

## Producció
Amb la voluntat d'aliar-se i normalitzar un mercat compartit, la productora mexicana Tequila Gang, creada per Guillermo del Toro i Bertha Navarro, i l'espanyola Amiguetes Entertainment, de Santiago Segura, s'han unit a Altavista Films, productora de films com Amores perros o Sin dejar huella, per a unir forces entre països hispanoamericans per a coproduir pel·lícules amb vista a tractar d'articular un mercat. En aquesta aliança té molt a veure l'amistat entre Guillermo del Toro i Santiago Segura: Guillermo li va dir que hi havia una pel·lícula per a ell, i el que li digui ell ho fa. Després va llegir la novel·la i li va agradar, i va sorgir la possibilitat que col·laborés com a productor. Per Segura era una bona fórmula comercial: la coproducció permet fer pel·lícules una mica més cares i com cada país té les seves estrelles locals, amb la suma d'aquestes podien arribar a més gent. La pel·lícula va recaptar als cinemes de Mèxic 2.870.000 $.

## Crítiques
Mirito Torreiro, del diari El País, va dir: "Suau, intel·ligent comèdia negra mexicana"